# Lars Arvid Nilsen

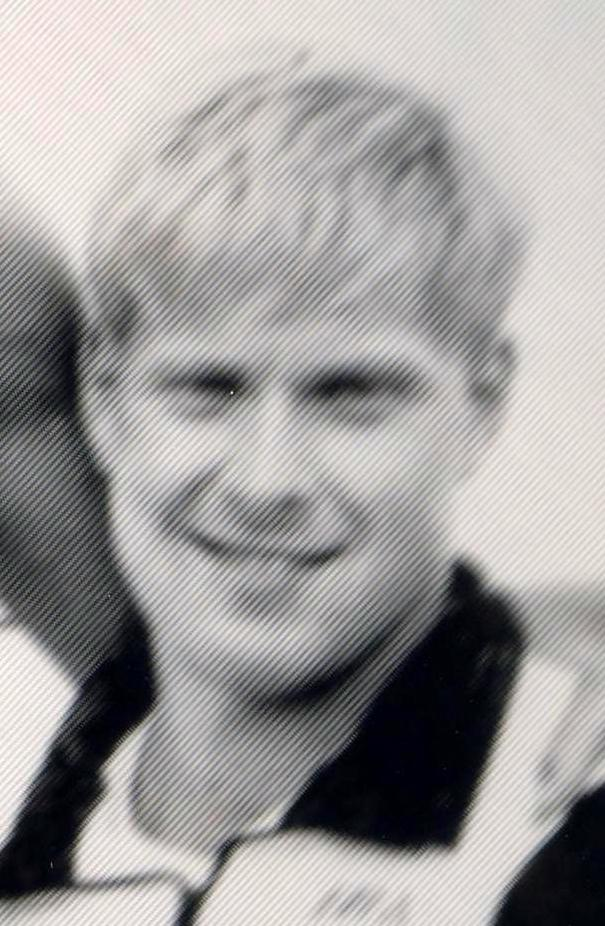
Lars Arvid Nilsen 1991

Lars Arvid Nilsen (* 15. April 1965 in Notodden) ist ein ehemaliger norwegischer Kugelstoßer.
Bei den Europameisterschaften 1986 und bei den Leichtathletik-Hallenweltmeisterschaften 1987 wurde er jeweils Fünfter. 1987 wurde er wegen der Verwendung von Probenecid und anabolen Steroiden für zwei Jahre gesperrt.
Einem sechsten Platz bei den Europameisterschaften 1990 in Split folgte 1991 ein fünfter bei den Hallenweltmeisterschaften in Sevilla. Im Sommer belegte er bei den Weltmeisterschaften in Tokio den dritten Platz, rückte aber dann auf den Silberrang vor, nachdem der Zweitplatzierte, sein Landsmann Georg Andersen, wegen Dopings disqualifiziert wurde.
Im Jahr darauf wurde bei einer Dopingkontrolle Nilsen erneut auf anabole Steroide positiv getestet. Er wurde daraufhin als Wiederholungstäter lebenslang gesperrt.
1989 und 1991 wurde er Norwegischer Meister.

## Persönliche Bestleistungen
- Kugelstoßen: 21,22 m, 6. Juni 1986, Indianapolis
  - Halle: 20,39 m, 28. Februar 1987, Lubbock